# Micaela Levaggi
Micaela Levaggi (* 12. August 1998) ist eine argentinische Leichtathletin, die im Mittelstreckenlauf antritt. 2025 wurde sie Mar del Plata Südamerikameisterin im 1500-Meter-Lauf.

## Sportliche Laufbahn
Erste internationale Erfahrungen sammelte Micaela Levaggi im Jahr 2013, als sie bei den Juniorensüdamerikameisterschaften in Resistencia in 2:17,28 min den vierten Platz im 800-Meter-Lauf belegte. Im Jahr darauf nahm sie an den Olympischen Jugendspielen in Nanjing teil und wurde dort in 4:36,72 min Dritte im B-Finale über 1500 Meter. Anschließend gewann sie bei den Jugendsüdamerikameisterschaften in Cali in 4:44,61 min die Silbermedaille im 1500-Meter-Lauf. 2017 siegte sie dann in 9:58,15 min bei den U20-Südamerikameisterschaften in Leonora über 3000 Meter und gewann mit der argentinischen 4-mal-400-Meter-Staffel in 4:13,57 min die Bronzemedaille. Anschließend belegte sie bei den U20-Panamerikameisterschaften in Trujillo in 4:34,37 min den siebten Platz über 1500 Meter und erreichte im 3000-Meter-Lauf nach 9:38,80 min Rang vier. Im Jahr darauf nahm sie an den Südamerikaspielen in Cochabamba teil und gewann dort in 4:30,88 min die Bronzemedaille über 1500 Meter hinter der Kolumbianerin Muriel Coneo und María Pía Fernández aus Uruguay. Anschließend belegte sie bei den Ibero-Amerikanischen Meisterschaften in Trujillo in 4:26,20 min den fünften Platz über 1500 Meter und erreichte über 3000 Meter nach 9:26,14 min Rang sieben. Daraufhin siegte sie in 4:31,60 min bei den U23-Südamerikameisterschaften in Cuenca über 1500 Meter und konnte ihr Rennen über 5000 Meter nicht beenden. 2021 wurde sie dann bei den Südamerikameisterschaften in Guayaquil in 4:25,64 min Sechste über 1500 Meter. Im Jahr darauf belegte sie bei den Ibero-Amerikanischen Meisterschaften in La Nucia in 16:17,60 min den siebten Platz im 5000-Meter-Lauf und gelangte anschließend bei den Südamerikaspielen in Asunción mit 15:49,90 min auf Rang vier. 
2025 siegte sie in 4:25,99 min über 1500 Meter bei den Südamerikameisterschaften in Mar del Plata und gewann im Hindernislauf in 9:42,09 min die Silbermedaille hinter der Brasilianerin Tatiane da Silva.
In den Jahren 2018 und 2025 wurde Levaggi argentinische Meisterin im 1500-Meter-Lauf sowie 2025 auch über 5000 Meter.

## Persönliche Bestleistungen
- 800 Meter: 2:12,25 min, 11. April 2021 in Concepción del Uruguay
- 1500 Meter: 4:14,56 min, 29. März 2025 in Concepción del Uruguay
- Meile: 4:52,12 min, 15. Mai 2021 in Mar del Plata
- 3000 Meter: 9:20,93 min, 24. März 2018 in Concepción del Uruguay
- 5000 Meter: 15:49,90 min, 14. Oktober 2022 in Asunción
- 3000 m Hindernis: 9:42,09 min, 26. April 2025 in Mar del Plata